# لی می-یونگ (بازیکن هندبال)
لی می-یونگ (انگلیسی: Lee Mi-young؛ زادهٔ ۲۸ ژانویهٔ ۱۹۶۹) بازیکن هندبال اهل کره جنوبی است.